# Seigo Shimokawa
Seigo Shimokawa (jap. 下川 誠吾 Shimokawa Seigo; ur. 17 listopada 1975) – japoński piłkarz występujący na pozycji bramkarza.

## Kariera klubowa
Od 1996 do 2010 roku występował w klubach Cerezo Osaka, Kawasaki Frontale i Oita Trinita.